# Německé volby do říšského sněmu 1938
Německé federální volby do říšského sněmu se konaly 10. dubna 1938 v Německu a Rakousku. Adolf Hitler požádal voliče o schválení připojení Rakouska k Německu a o potvrzení nového seznamu kandidátů NSDAP do sněmu. Po připojení Sudet se doplňující volby s referendem konaly i tam, a to 4. prosince 1938. Byly to třetí a poslední volby v Německu po převzetí moci nacisty. Jako ve dvou předchozích případech byly i tyto volby zcela nesvobodné. Voličům byla k dispozici pouze jediná kandidátka a kvůli Norimberským zákonům bylo volební právo upřeno Židům. Oficiálně byla volební účast 99,5 % a pro kandidátku NSDAP a tedy i s připojením Rakouska souhlasilo 99,0 % voličů. Velmi podobné výsledky pak hlásily v prosinci Sudety (účast 98,9 %, pro připojení 98,7 %). 

## Přecházející události

### Připojení Rakouska
Rakousku bylo v roce 1919 na základě Saintgermainské smlouvy zakázáno spojení s Německem. Křehká demokracie vydržela v Rakousku necelých 15 let. V březnu 1933 nechal kancléř Dollfuß rozpustit parlament a zakázal všechny levicové politické strany. Zbytek stran byl sjednocen do Vlastenecké fronty. Austrofašisté po převzetí moci nacisty v Německu opustili ideu začlenění do Německa a orientovali se na spojenectví s Mussoliniho Itálií. Nacistická strana v Rakousku byla zakázána a její vůdci byli popraveni nebo uprchli do Německa. Na začátku roku 1938 vyvinul Hitler na Rakousko politický nátlak a pokoušel se ho vnitřně oslabit. V únoru 1938 byl kancléř Schuschnigg donucen povolit politické strany a propustit všechny uvězněné nacisty. Ti začali okamžitě podkopávat rakouskou suverenitu a připravovat jeho připojení k Německu. Schuschnigg se ještě pokusil v březnu 1938 zachránit rakouskou nezávislost vyhlášením referenda o zachování rakouské suverenity. Hitler odpověděl ultimátem, kde požadoval předání moci rakouským nacistům. Při nedodržení mělo dojít k invazi wehrmachtu do Rakouska. V beznadějné situaci Schuschnigg rezignoval a předal moc nacistům. Německá armáda následně obsadila rakouské území a velká část rakouské společnosti ji přivítala s otevřenou náručí. Referendum o budoucnosti Rakouska se nakonec i tak konalo, ale již pod taktovkou nacistů.

### Připojení Sudet
Po nulové odezvě od Společnosti národů na Anšlus Rakouska se Hitlerova pozornost obrátila k českému pohraničí obývaném většinovým německým obyvatelstvem. V dubnu 1938 vydala Sudetoněmecká strana požadavky československé vládě ve formě tzv. Karlovarského programu, které byly ze strany ČSR naprosto nepřijatelné. V srpnu 1938 se vyrazila na popud Britů do Československa tzv. Runcimanova mise, která měla zhodnotit situaci Němců v ČSR. Násilí mezi polovojenskými jednotkami Němců a armádou se stupňovalo. V září vypuklo Sudetoněmecké povstání, které bylo po zásahu armády potlačeno. Na konci září byla Německem, Británií, Itálií a Francií podepsána Mnichovská dohoda, která donutila ČSR odevzdat celé pohraničí nacistům. V prosinci 1938 se v Sudetech konalo referendum o připojení k Německu, jako i doplňovací volby do říšského směnu. Bylo zvoleno 41 nových poslanců.     

## Volby

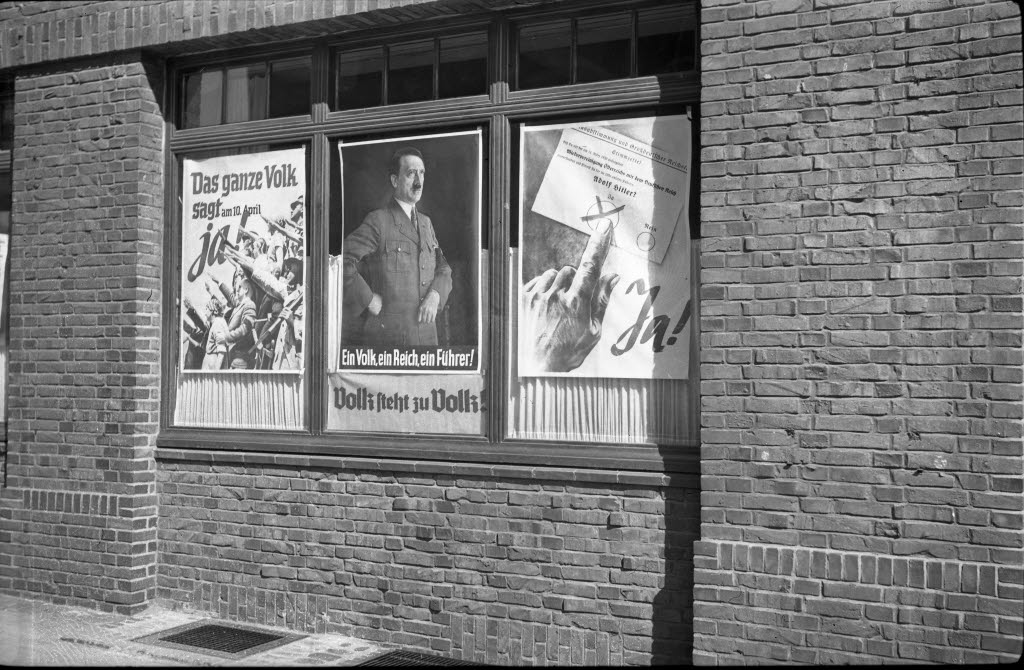
Volební plakáty v Kielu

Na jednotné kandidátce bylo 803 členů NSDAP a 10 nestraníků. 

### Volby v Německu
| Politická strana                                      | Procento hlasů | Procento hlasů |
| ----------------------------------------------------- | -------------- | -------------- |
| Národně socialistická německá dělnická strana (NSDAP) | 99,01 %        | 44 451 092     |
| Proti kandidátce                                      | 0,91 %         | 443 023        |
| Neplatné hlasy                                        | 0,08 %         | 69 890         |
| Celkem                                                | 100,0%         | 45 149 952     |

### Referendum v Rakousku

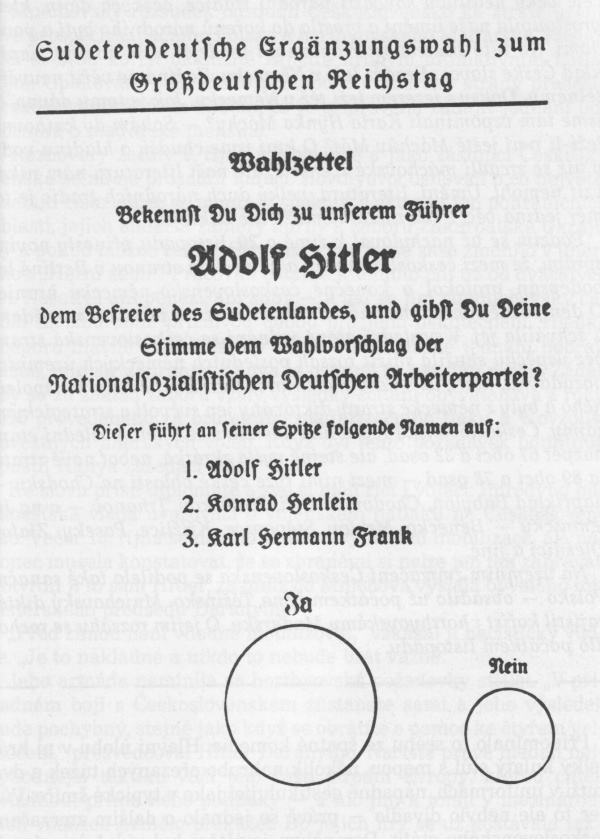
Volební lístek z hlasování v Sudetech

| Politická strana         | Procento hlasů | Procento hlasů |
| ------------------------ | -------------- | -------------- |
| Pro spojení s Německem   | 99,73 %        | 4 453 912      |
| Proti spojení s Německem | 0,27 %         | 11 929         |
| Celkem                   | 100,0%         | 4 471 618      |

### Doplňující volby v Sudetách
| Politická strana                                      | Procento hlasů | Procento hlasů |
| ----------------------------------------------------- | -------------- | -------------- |
| Národně socialistická německá dělnická strana (NSDAP) | 98,68 %        | 2 464 681      |
| Neplatné hlasy                                        | 1,32 %         | 32 923         |
| Celkem                                                | 100,0%         | 2 497 604      |

## Následné události
Poprvé se nově zvolený sněm sešel 30. ledna 1939 a znovu zvolil za prezidenta sněmu Hermanna Göringa. Následně se sešel pouze sedmkrát a poslední zasedání se konalo 26. července 1942. Hitler 25. ledna 1943 prodloužil mandát směnu, aby se volby nemusely konat během právě probíhající války. Nové volby se měly konat 30. ledna 1947. K nim už ale díky porážce nacistického Německa v druhé světové válce nikdy nedošlo.  